# (16441) Kirchner
(16441) Kirchner (1989 EF6) – planetoida z pasa głównego asteroid okrążająca Słońce w ciągu 4,49 lat w średniej odległości 2,72 j.a. Odkryta 7 marca 1989 roku.